# Stromiec
Stromiec ist ein Dorf sowie Sitz der gleichnamigen Landgemeinde im Powiat Białobrzeski der Woiwodschaft Masowien, Polen.

## Gemeinde
Zur Landgemeinde Stromiec gehören folgende 17 Ortschaften mit einem Schulzenamt:
Biała Góra
Bobrek
Bobrek-Kolonia
Boska Wola
Boże
Dobieszyn
Ducka Wola
Kolonia Sielce
Krzemień
Ksawerów Nowy
Ksawerów Stary
Lipskie Budy
Małe Boże
Marianki
Niedabyl
Olszowa Dąbrowa
Piróg
Podlesie Duże
Pokrzywna
Sielce
Stromiec
Stromiecka Wola
Sułków
Weitere Orte der Gemeinde sind:
Folwark
Grabowy Las
Kalinów
Majdan
Matyldzin
Mokry Las
Nadleśnictwo Dobieszyn
Nętne
Pietrusin
Podgaje
Podlesie Małe
Radosz
Stara Wieś
Zabagnie
Zachmiel

## Verkehr
Auf Gemeindegebiet liegt der Halt Dobieszyn der Bahnstrecke Warszawa–Kraków.